# ヒンデンブルグ・オーメン
ヒンデンブルグ・オーメン（英語: Hindenburg Omen）は、株価予測のためのテクニカル分析指標の一つ。発生すると1か月間は有効とされ、80％弱の確率で5%以上の下落が起きるといわれる。盲目の数学者ジム・ミーカ(Jim Miekka)が考案した。
実際に目立った下落が起きた確率については、諸説あり、例えば、2014年から2016年の間に、オーメンが点灯した8回のうち、4回に顕著な下落が認められたという。（①2014年5月　②2014年9月　③2014年12月　④2015年1月　⑤2015年3月　⑥2015年6月　⑦2015年12月　⑧2016年12月）

ニューヨーク証券取引所における52週高値更新銘柄と安値更新銘柄の関係、マクラレン・オシレーター（en:McClellan oscillator）の値がマイナスであること、などいくつかの条件が同じ日に重なったとき、「ヒンデンブルグ・オーメンのサインが出た」とされる。
1937年5月6日のヒンデンブルク号爆発事故にちなんで名付けられたもので、株価大暴落の前兆、証券市場における呪いの指標といわれる。
2018年10月26日現在、近年では、2013年4月5日、2014年9月23日、2017年3月13日、2017年6月13日、2018年1月19日、2018年1月30日、2018年4月24日、2018年6月18日、2018年7月18日、2018年7月26日、2018年8月2日、2018年8月9日、2018年9月5日、2018年9月25日に現れている。